# Salon indien du Grand Café

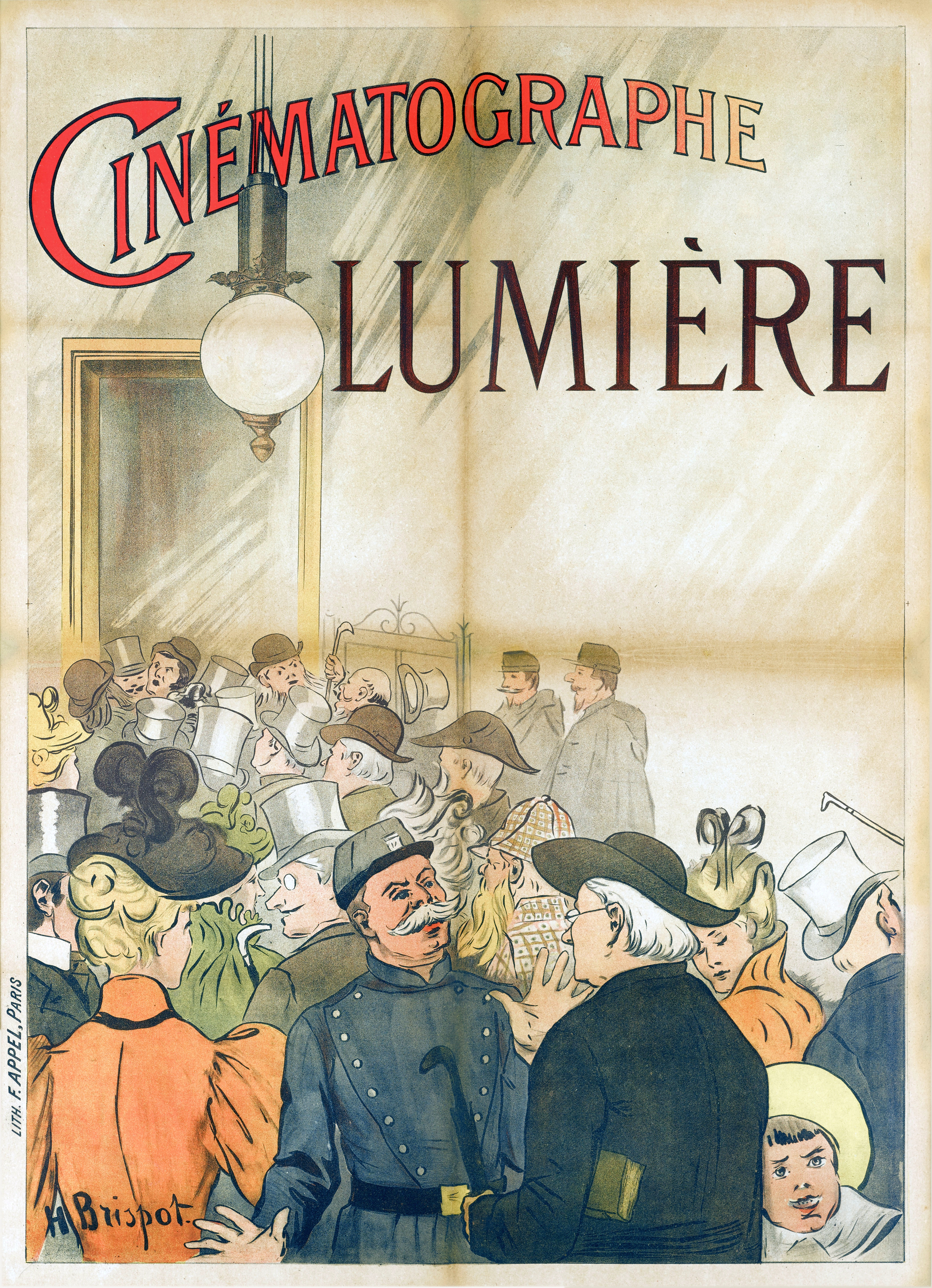
Plakat w Paryżu reklamujący projektor kinowy braci Lumière (1895)

Salon indien du Grand Café – pomieszczenie znajdujące się w piwnicy Grand Café przy boulevard des Capucines nieopodal Place de l’Opéra w 9. dzielnicy Paryża. Jest ono znane z tego, że 28 grudnia 1895 roku odbyła się w nim pierwsza na świecie komercyjna projekcja filmowa. Wśród dziesięciu krótkich filmów zaprezentowanych przez braci Lumière były Wyjście robotników z fabryki (La Sortie des usines Lumière) i Polewacz polany (L’Arroseur Arrosé). 
Obecnie budynek zlokalizowany przy boulevard des Capucines 14 to hotel Scribe, na którego terenie otwarto restaurację „Café Lumière”, co ma upamiętniać to miejsce oraz wydarzenie.

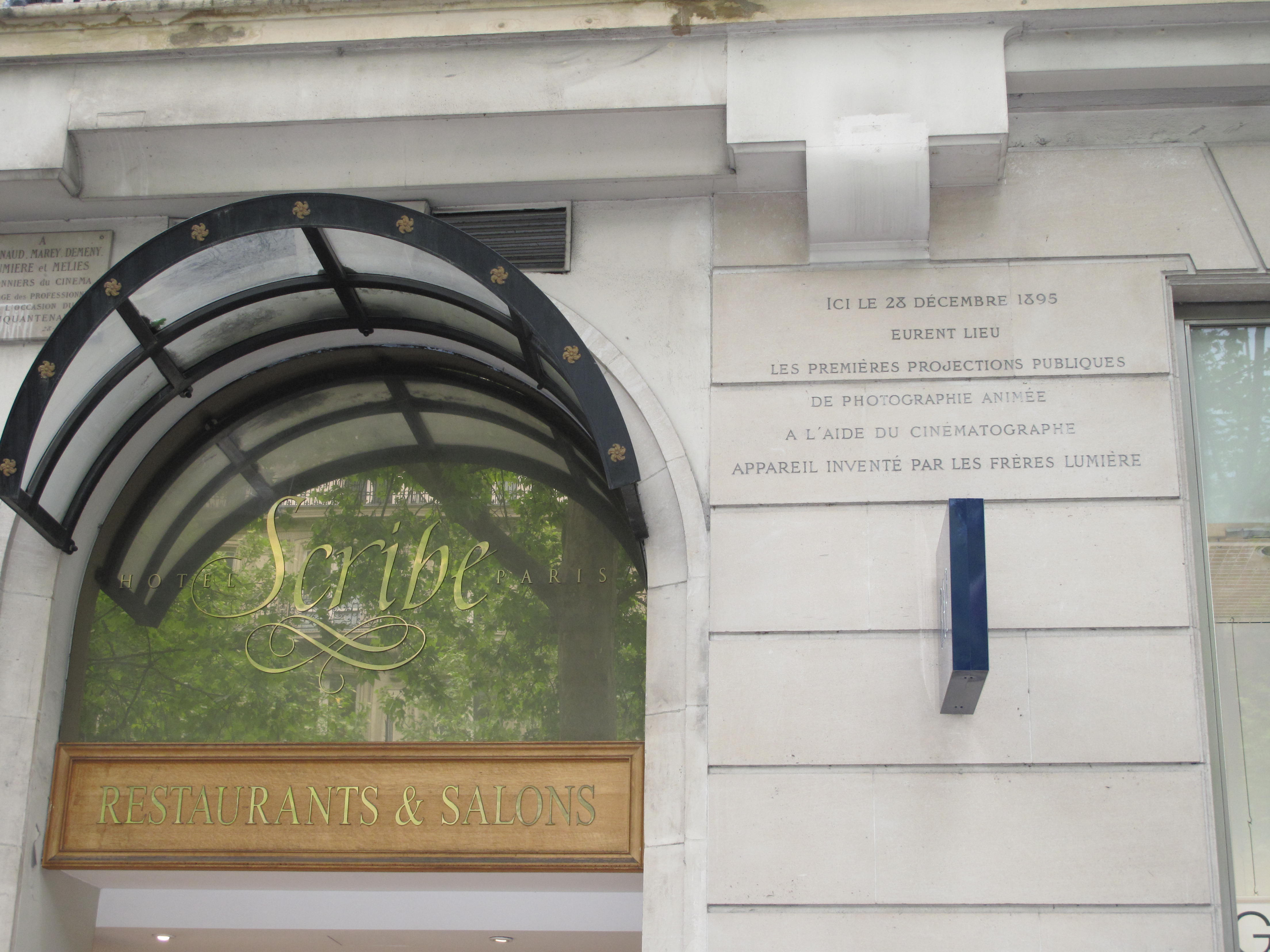
Tablica pamiątkowa na budynku, w którym miała miejsce pierwsza publiczna projekcja filmowa braci Lumière (hotel Scribe)